# Pardosa atlantica
Pardosa atlantica là một loài nhện trong họ Lycosidae.
Loài này thuộc chi Pardosa. Pardosa atlantica được James Henry Emerton miêu tả năm 1913.